# Vinyl (canción)
«Vinyl» es una canción de la cantante estadounidense Kira Kosarin. Fue lanzada de forma independiente el 11 de enero de 2019 por el propio sello de Kosarin, Off Brand Music a través de AWAL. Fue escrita por ella y producida por Cooper Holzman. La canción habla acerca de sentirse atraído por alguien tóxico y perseguirlo a pesar de todo.

## Antecedentes y lanzamiento
El 16 de marzo de 2018, Kosarin lanzó un sencillo titulado «Spy». El 25 de mayo del mismo año la serie de Nickelodeon The Thundermans llegó a su fin, donde Kosarin interpretaba al personaje Phoebe Thunderman. Ese mismo año Kosarin fue aceptada para estudiar psicología en Stanford, pero ella decidió continuar trabajando en música nueva, fue así como el verano de ese mismo año presentó una versión acústica de una nueva canción titulada «Vinyl». El 1 de enero de 2019, Kosarin anunció el lanzamiento de la versión de estudio de «Vinyl» en redes sociales junto a la fecha de estreno, antes de lanzar los tres sencillos de su álbum debut, Off Brand (2019).

## Composición y producción
«Vinyl» tiene una duración de 2 minutos y 29 segundos, es una canción pop, R&B y soul que incluye arpegios de guitarra acústica crepitantes. Kosarin inicialmente escribió un álbum cuando tenía 16 años, pero nunca planeó lanzarlo, fue así como extrajo el tema y decidió publicarlo. La canción está inspirada en un exnovio y habla acerca de sentirse atraída por alguien tóxico y perseguirlo a pesar de todo. «Vinyl» está escrita en su totalidad por Kosarin y fue producida por Cooper Holzman.

## Lista de canciones
- Descarga digital – streaming[2]

| N.º | Título  | Duración |  |
| 1.  | «Vinyl» | 2:29     |  |

## Presentaciones en vivo
Kosarin interpretó la canción por primera vez el 5 de abril de 2019, en la versión Alemana de los Kids' Choise Awards.

## Historial de lanzamiento
| Región | Fecha               | Formato                     | Discográfica          | Ref.  |
| ------ | ------------------- | --------------------------- | --------------------- | ----- |
| Varios | 11 de enero de 2019 | Descarga digital, streaming | Off Brand Music, AWAL | [ 6 ] |